# William Butler (Musiker)

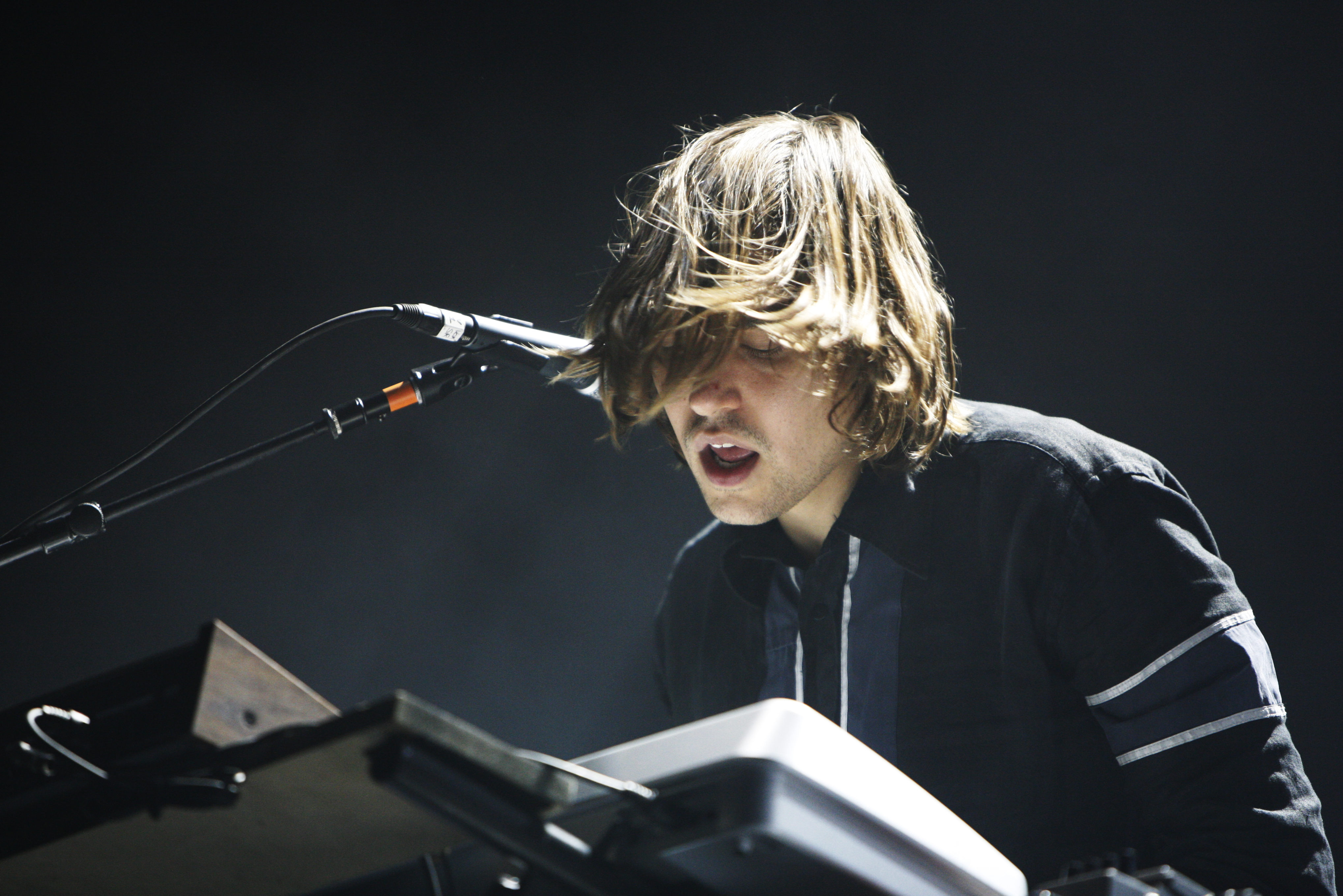
Will Butler live mit Arcade Fire am 1. Juli 2007

William Pierce Butler (* 6. Oktober 1982 in Kalifornien) ist ein US-amerikanischer Multiinstrumentalist, der vor allem als Mitglied der Indie-Rockband Arcade Fire bekannt wurde. Bei der Oscarverleihung 2014 wurde seine Filmmusik zu Her für den Oscar für die beste Filmmusik nominiert.

## Leben
Will Butler wurde in Kalifornien geboren und wuchs in The Woodlands, Texas als Sohn der klassischen Musikerin Liza Rey und des Geologen Edwin Farnham Butler II auf. Sein Großvater mütterlicherseits war der Gitarrist Alvino Rey. Er machte seinen Abschluss an der Phillips Exeter Academy und studierte anschließend Poetik und Slawistik an der Northwestern University.
Er war zusammen mit seinem Bruder Win Butler in der kanadischen Indie-Rockband Arcade Fire, die 2001 gegründet wurde. Er ist auf allen Alben der Band zu hören und spielte dort unter anderem Gitarre, E-Bass, Klarinette, Klavier, Synthesizer und Perkussion. Ende 2021 verließ er die Band.
2013 schrieb er zusammen mit Owen Pallett die Filmmusik zum Science-Fiction-Filmdrama Her von Spike Jonze. Dafür erhielten die beiden bei der Oscarverleihung 2014 eine Nominierung, verloren jedoch gegen Steven Prices Musik zu Gravity.
Am 3. März 2015 erschien sein erstes Soloalbum Policy über das Label Merge Records, gefolgt von einer internationalen Tour zusammen mit Arcade Fires Schlagzeuger Jeremy Gara. Mit Generations wurde am 25. September 2020 sein zweites Studioalbum veröffentlicht.
2023 erschien das Album Will Butler + Sister Squares, u. a. mit seiner Frau Jenny Shore und deren Schwester Julie.

## Diskografie

### Solo
- 2015: Policy
- 2016: Friday Night (Livealbum)
- 2020: Generations
- 2023: Will Butler + Sister Squares

### Gastbeiträge
- 2014: North American Scum von LCD Soundsystem auf The Long Goodbye: LCD Soundsystem Live at Madison Square Garden (Gesang)